# Pterostichus cylindricus
Pterostichus cylindricus es una especie de escarabajo terrestre del género Pterostichus, categorizada en la tribu Pterostichini, de la subfamilia Harpalinae. Fue descrita por Herbst en 1784.

## Distribución
Se distribuye por Austria, Chequia, Eslovaquia, Hungría, Ucrania, Croacia, Bosnia y Herzegovina, Bulgaria y Rumania.